# Phần bù bình phương
Trong đại số sơ cấp, phần bù bình phương là phương thức chuyển đổi một đa thức bậc hai theo dạng
{\displaystyle ax^{2}+bx+c\,\!}
thành dạng
{\displaystyle a(\cdots \cdots )^{2}+{\mbox{constant}}.\,}
Theo nghĩa này, "hằng số" (constant) không phụ thuộc vào x. Biểu thức bên trong dấu ngoặc đơn có dạng (x  −  hằng số). Do đó, ta có thể chuyển đổi ax2 + bx + c  thành
{\displaystyle a(x-h)^{2}+k\,}
và cần phải tìm h và k.
Phần bù bình phương được sử dụng để:
- giải phương trình bậc hai,
- vẽ đồ thị hàm số bậc hai,
- đánh giá tích phân trong vi tích phân,
- tìm phép biến đổi Laplace.

Trong toán học, phần bù bình phương được coi là một phép toán đại số cơ bản, và thường được áp dụng mà không cần chú thích trong các phép tính có đa thức bậc hai.

## Tổng quan

### Khái quát
Công thức đơn giản để tính bình phương của một nhị thức trong toán học sơ cấp:
{\displaystyle (x+p)^{2}\,=\,x^{2}+2px+p^{2}.\,\!}
Ví dụ
{\displaystyle {\begin{alignedat}{2}(x+3)^{2}\,&=\,x^{2}+6x+9&&(p=3)\\[3pt](x-5)^{2}\,&=\,x^{2}-10x+25\qquad &&(p=-5).\end{alignedat}}}
Với chính phương, số p luôn bằng một nửa hệ số của x, và hằng số thì bằng p2.

### Ví dụ cơ bản
Xem xét đa thức bậc hai dưới đây
{\displaystyle x^{2}+10x+28.\,\!}
Phương trình bậc hai này không phải là chính phương, do 28 không phải là bình phương của 5:
{\displaystyle (x+5)^{2}\,=\,x^{2}+10x+25.\,\!}
Tuy nhiên, vẫn có thể viết phương trình bậc hai gốc dưới dạng tổng của bình phương và một hằng số:
{\displaystyle x^{2}+10x+28\,=\,(x+5)^{2}+3.}
Đây được gọi là "phần bù bình phương".

### Mô tả chung
Với một đa thức lồi
{\displaystyle x^{2}+bx+c,\,\!}
Ta có thể tạo một bình phương với hai số hạng đầu tiên
{\displaystyle \left(x+{\tfrac {1}{2}}b\right)^{2}\,=\,x^{2}+bx+{\tfrac {1}{4}}b^{2}.}
Bình phương này chỉ khác với phương trình bậc hai gốc ở giá trị của hằng số. Do đó, ta có thể viết:
{\displaystyle x^{2}+bx+c\,=\,\left(x+{\tfrac {1}{2}}b\right)^{2}+k,}
Trong đó k là một hằng số. Phép tính này được gọi là "phần bù bình phương".
Ví dụ:
{\displaystyle {\begin{alignedat}{1}x^{2}+6x+11\,&=\,(x+3)^{2}+2\\[3pt]x^{2}+14x+30\,&=\,(x+7)^{2}-19\\[3pt]x^{2}-2x+7\,&=\,(x-1)^{2}+6.\end{alignedat}}}

### Trường hợp không phải đa thức lồi
Với đa thức bậc hai theo dạng
{\displaystyle ax^{2}+bx+c\,\!}
Có thể phân tích nhân tử hệ số a, rồi thực hiện phần bù bình phương cho đa thức lồi
Ví dụ:
{\displaystyle {\begin{aligned}3x^{2}+12x+27&=3(x^{2}+4x+9)\\&{}=3\left((x+2)^{2}+5\right)\\&{}=3(x+2)^{2}+15\end{aligned}}}
Điều này cho phép viết đa thức bậc hai theo dạng
{\displaystyle a(x-h)^{2}+k.\,\!}

### Công thức
Kết quả của phần bù bình phương có thể được viết dưới dạng một công thức. Với những trường hợp chung:
{\displaystyle ax^{2}+bx+c\;=\;a(x-h)^{2}+k,\quad {\text{khi}}\quad h=-{\frac {b}{2a}}\quad {\text{và}}\quad k=c-{\frac {b^{2}}{4a}}.}
Cụ thể hơn, khi a=1:
{\displaystyle x^{2}+bx+c\;=\;(x-h)^{2}+k,\quad {\text{khi}}\quad h=-{\frac {b}{2}}\quad {\text{và}}\quad k=c-{\frac {b^{2}}{4}}.}
Trường hợp ma trận cũng tương tự:
{\displaystyle x^{\mathrm {T} }Ax+x^{\mathrm {T} }b+c=(x-h)^{\mathrm {T} }A(x-h)+k\quad {\text{khi}}\quad h=-{\frac {1}{2}}A^{-1}b\quad {\text{và}}\quad k=c-{\frac {1}{4}}b^{\mathrm {T} }A^{-1}b}

## Liên kết
- "Completing the square". PlanetMath.